# Душа (Француска)
Душа (фр. Douchapt) насеље је и општина у југозападној Француској у региону Аквитанија, у департману Дордоња која припада префектури Периже.
По подацима из 2011. године у општини је живело 316 становника, а густина насељености је износила 36,41 становника/km². Општина се простире на површини од 8,68 km². Налази се на средњој надморској висини од 90 метара (максималној 204 m, а минималној 66 m).

## Демографија
| 1962. | 1968. | 1975. | 1982. | 1990. | 1999. | 2011. |
| ----- | ----- | ----- | ----- | ----- | ----- | ----- |
| 264   | 297   | 253   | 260   | 240   | 251   | 316   |

График промене броја становника у току последњих година